# Озерки-1
Озерки́-1, (1-е Озерки) (фин. Järvikyla, I-Järvihovi) —  деревня в Колтушском городском поселении Всеволожского района Ленинградской области.

## История
Деревне более трёхсот лет. До начала XVIII века деревня называлась Järvikylä или Ярвикюля, что в переводе означает «деревня у озера».
Первое картографическое упоминание деревни — селение Jervikÿla на шведской «Генеральной карте провинции Ингерманландии», составленной по материалам 1678 года.
Затем как деревня 1-е Озерки она упоминается на «Карте окружности Санкт-Петербурга» 1810 года.

 
ПЕРВЫЯ ОЗЕРКИ — деревня принадлежит ротмистру Александру Чоглокову, жителей 14 м. п., 18 ж. п. (1838 год)

На Плане генерального межевания Шлиссельбургского уезда, упоминается как деревня Большие Озерки.

1-Я ОЗЕРКИ — деревня г. Чоглокова, по просёлкам; 7 дворов, 19 душ м. п. (1856 год)

Число жителей деревни по X-ой ревизии 1857 года: 7 м. п., 4 ж. п..
В 1860 году деревня обозначена на карте состоящей из 5 дворов. 

ПЕРВЫЕ ОЗЕРКИ — деревня владельческая, при колодцах; 7 дворов, жителей 10 м. п., 15 ж. п. (1862 год)

Согласно подворной переписи 1882 года в деревне проживали 8 семей, число жителей: 18 м. п., 22 ж. п., лютеране: 5 м. п., 6 ж. п., разряд крестьян — собственники, а также пришлого населения 1 семья (2 м. п., 2 ж. п.).

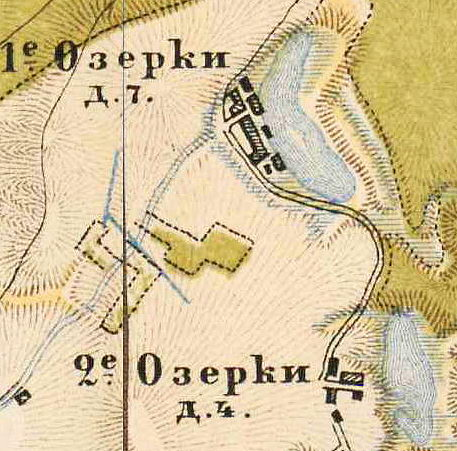
План деревень 1-е и 2-е Озерки. 1885 год

В 1885 году деревня насчитывала 7 дворов. По данным Материалов по статистике народного хозяйства в Шлиссельбургском уезде 1885 года, 5 крестьянских дворов в деревне (или 63 % всех дворов), занимались молочным животноводством, 1 крестьянский двор выращивал на продажу клубнику и яблоки.
В 1893 году, согласно карте Шлиссельбургского уезда, деревня Озерки 1-е насчитывала 7 крестьянских дворов.

ПЕРВЫЕ ОЗЕРКИ — деревня на земле Оровского сельского общества, при просёлочной дороге; 6 дворов, 18 м. п., 17 ж. п., всего 35 чел. (1896 год)

В конце XIX — начале XX века деревня административно относилась к Колтушской волости 2-го стана Шлиссельбургского уезда Санкт-Петербургской губернии.
В 1909 году деревня состояла из 7 дворов.

ОЗЕРКИ I-е — деревня Куйворовского сельсовета Ленинской волости, 19 хозяйств, 74 души.
 
Из них русских — 15 хозяйств, 59 душ; финнов-ингерманландцев — 4 хозяйства, 15 душ; (1926 год)

По административным данным 1933 года деревня называлась I-е Озерки и относилась к Куйворовскому финскому национальному сельсовету.
В 1938 году население деревни составляло 127 человек.

ОЗЕРКИ I и II — деревни Колтушского сельсовета, 258 чел. (1939 год)

С 14 апреля 1939 года по 20 марта 1959 года деревня входила в состав Красногорского сельсовета.

План деревни 1-е Озерки. 1939 год

В 1940 году деревня насчитывала 13 дворов, население деревни составляло 258 человек.
В 1958 году население деревни составляло 55 человек.
По данным 1966, 1973 и 1990 годов деревня Озерки I входила в состав Колтушского сельсовета.
В 1997 году в деревне проживали 17 человек, в 2002 году — 11 человек (русских — 82%), в 2007 году — 16.

## География
Деревня располагается в юго-западной части района на Колтушской возвышенности, к югу от города Всеволожска, близ Южного шоссе 41К-081 (Всеволожск — ст. Кирпичный Завод).
Находится на западном берегу 1-го Ждановского озера (устар.  оз. Симоново) — популярного места отдыха.
В советские годы на противоположном берегу озера располагался санаторий Ленинградского обкома КПСС, так называемая «Дача Жданова».
Расстояние до административного центра поселения — 5 км.
Немного южнее расположено 2-е Ждановское озеро (устар. оз. Андроново), где до войны существовала деревня 2-е Озерки, ныне упразднённая.
Так же во Всеволожском районе, существует ещё одна деревня Озерки.

## Демография
| 1862 | 2007 | 2010 | 2017 |
| ---- | ---- | ---- | ---- |
| 25   | ↘16  | ↗20  | ↗22  |

Национальный состав
Согласно данным Всероссийской переписи населения 2021 года в деревне проживали 68 человек, из них:
 русские — 56, узбеки — 6, таджики — 4, финны — 2 человека.

## Административное подчинение
- с 1 марта 1917 года — в Колтушской волости Шлиссельбургского уезда.
- с 1 января 1921 года — в Куйворовском сельсовете Колтушской волости Шлиссельбургского уезда.
- с 1 февраля 1923 года — в Куйворовском сельсовете Ленинской волости Ленинградского уезда.
- с 1 августа 1927 года — в Куйворовском сельсовете Ленинского района Ленинградского округа.
- с 1 июля 1930 года — в Куйворовском сельсовете Ленинградского Пригородного района.
- с 1 августа 1934 года — в Колтушском сельсовете
- с 1 августа 1936 года — в Колтушском сельсовете Всеволожского района
- с 1 января 1939 года — в Красногорском сельсовете
- с 1 марта 1959 года — в Колтушском сельсовете[25].

## Инфраструктура
В деревне действует деревянная Никольская церковь, избяная со звонницей (2003 г.).
Деревня закреплена за МОУ «Колтушская средняя общеобразовательная школа им. ак. И. П. Павлова».

## Фото

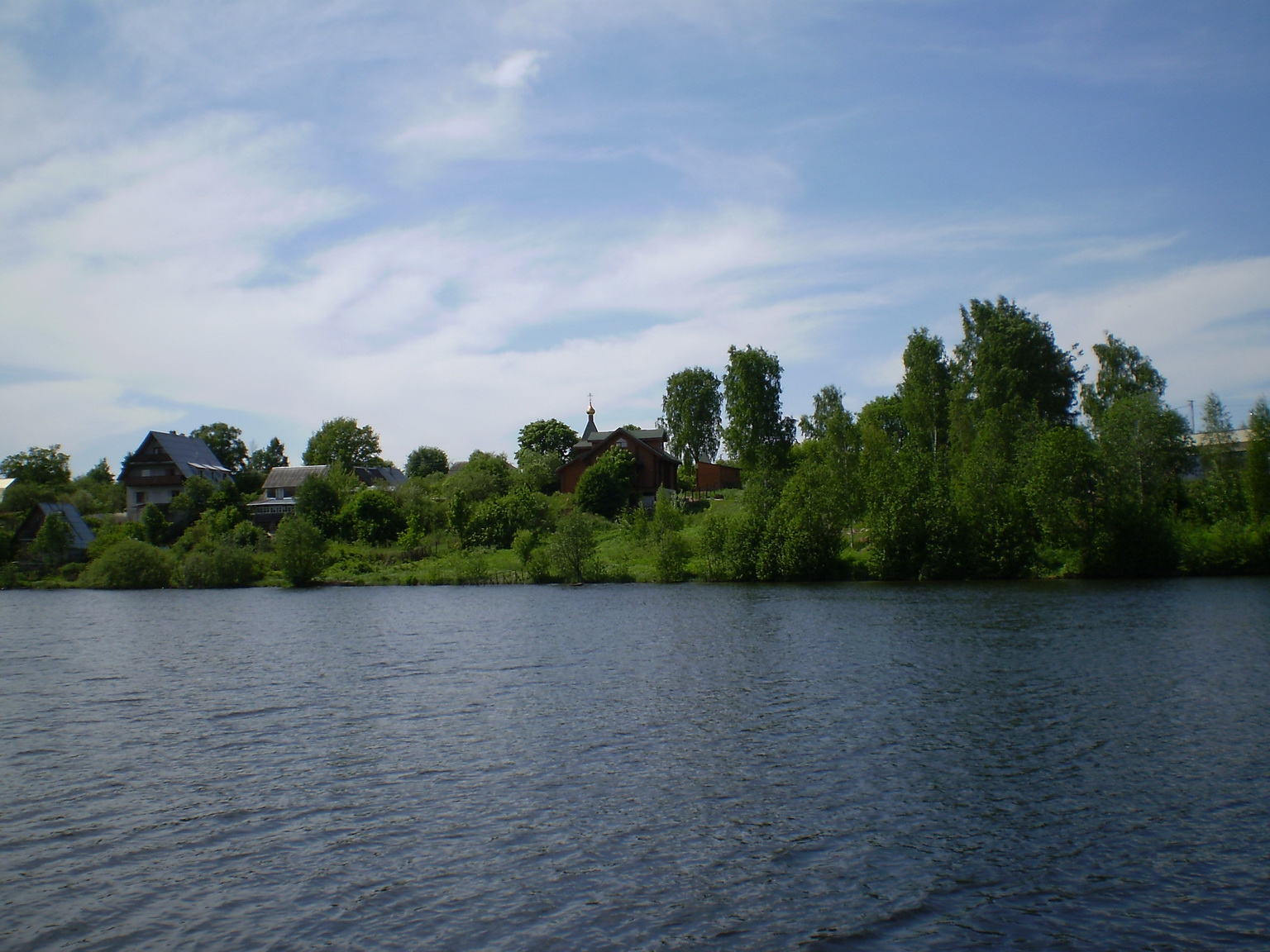
Деревня 1-е Озерки. 2010 год
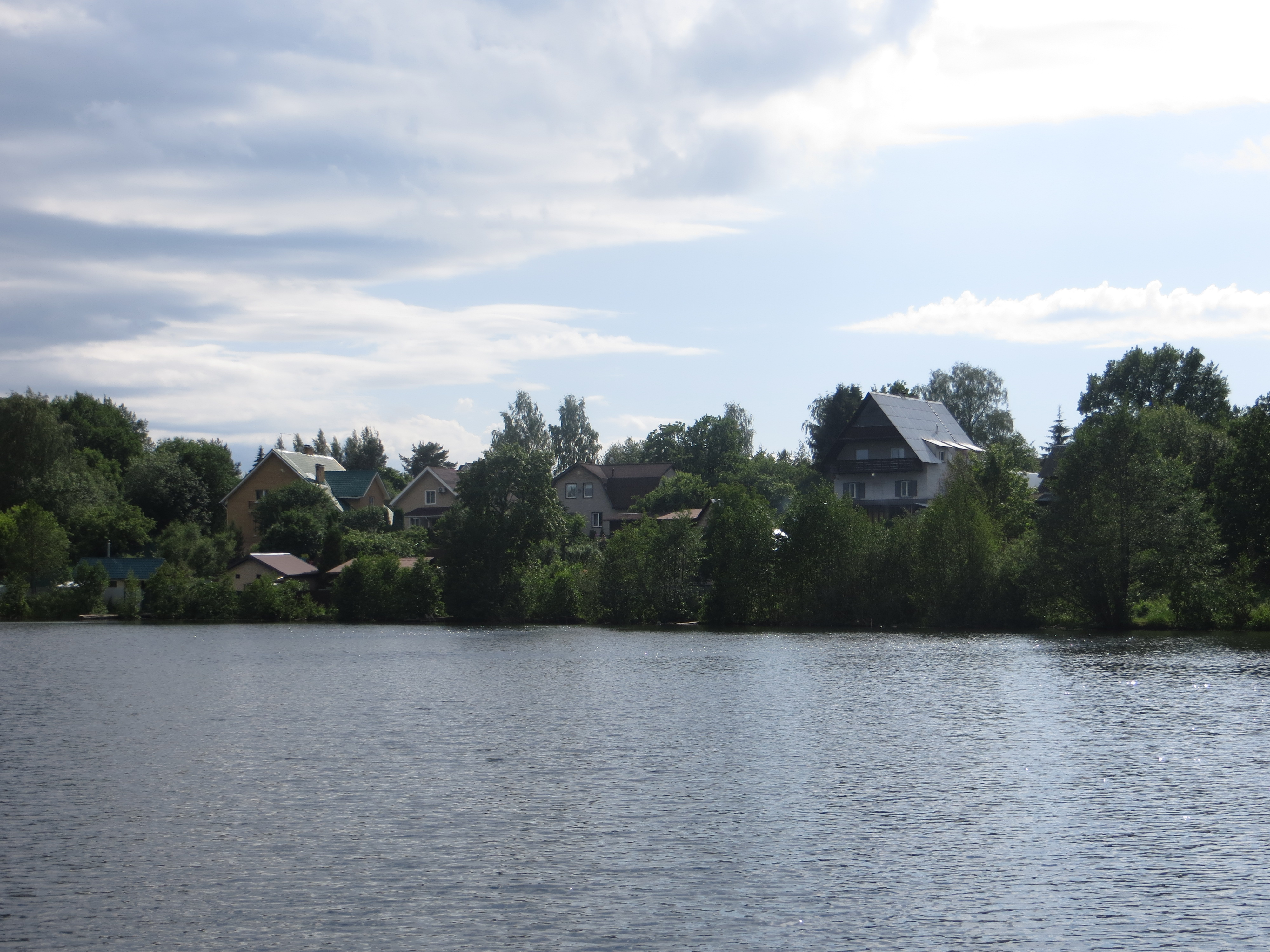
Деревня 1-е Озерки. 2023 год

## Улицы
Никольский переулок.